# Favourite Worst Nightmare
Favourite Worst Nightmare er rockgruppen Arctic Monkeys andet album. Det blev udgivet af EMI den 23. april 2007.

## Numre
1. "Brianstorm"
2. "Teddy Picker"
3. "D is for Dangerous"
4. "Balaclava"
5. "Flourescent Adolescent"
6. "Only Ones Who Know"
7. "Do Me a Favour"
8. "This House is a Circus"
9. "If You Were There, Beware"
10. "The Bad Thing"
11. "Old Yellow Bricks"
12. "505"